# Křížová cesta Mojšova Lúčka
Křížová cesta Mojšova Lúčka, nazývaná také Via crucis XV nebo, je exteriérová křížová cesta postavená na levém břehu vodního díla Žilina řeky Váh, v části Mojšova Lúčka města Žilina v okrese Žilina na Slovensku. Geograficky se také nachází v Žilinském kraji a geomorfologickém celku Žilinská kotlina.

## Historie a popis
Křížová cesta Mojšova Lúčka je postavena na svahu malého kopce u lávky přes vodní dílo Žilina. Na vrcholu, který nabízí výhled, je historicky cenná kaple (postavená ze dřeva a kamenů a se sochou Panny Marie Fatimské umístěné uvnitř). Patnáct zastavení křížové cesty tvoří obrazy vsazené do zastřešených dřevěných rámů umístěných na kůlech. To vše s pozadím krásné přírodní scenérie okolí. Křížová cesta i opravená kaple byly vysvěceny 9. března 2007.

## Další informace
Křížová cesta je celoročně volně přístupná.

## Galerie

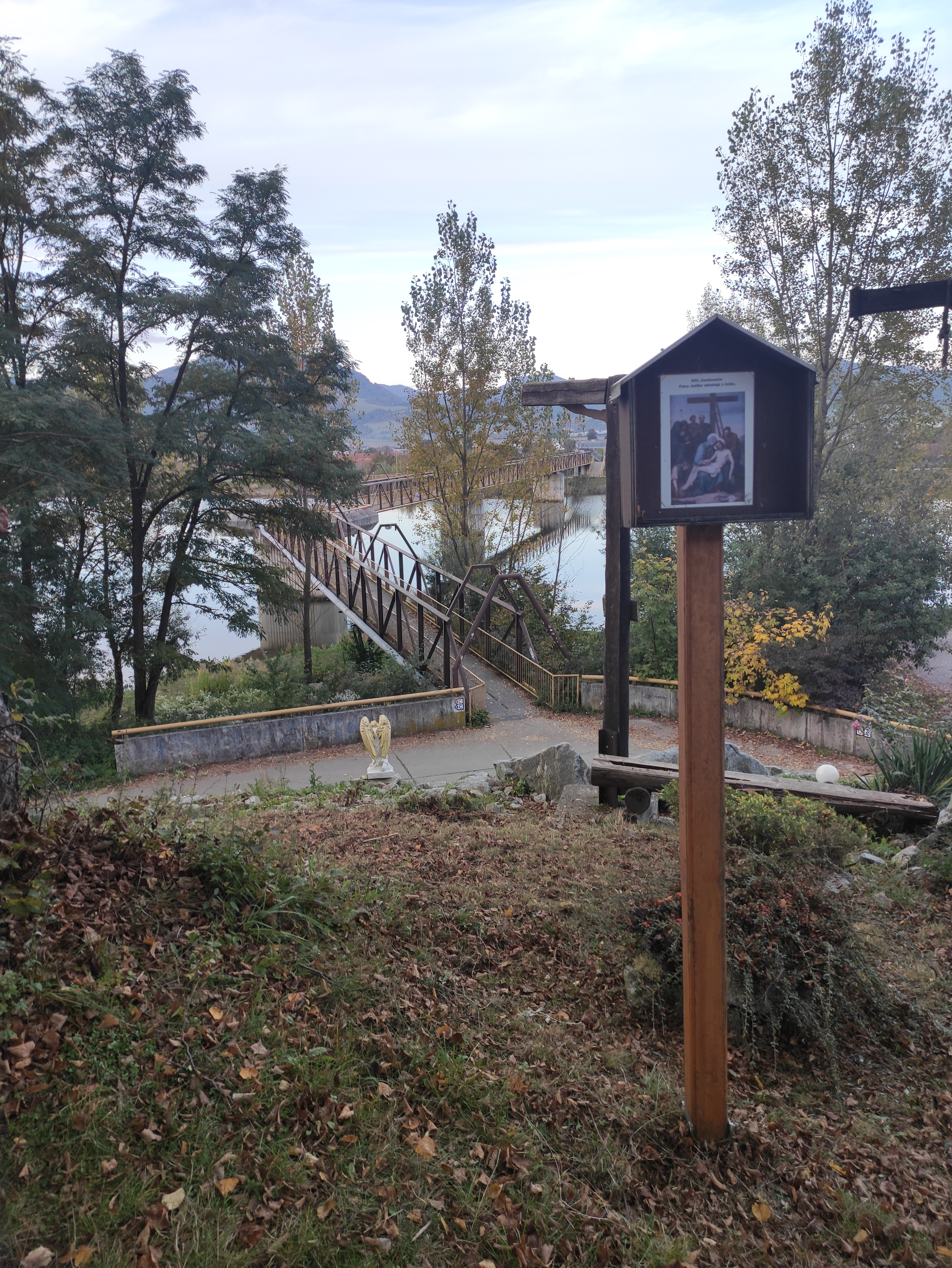
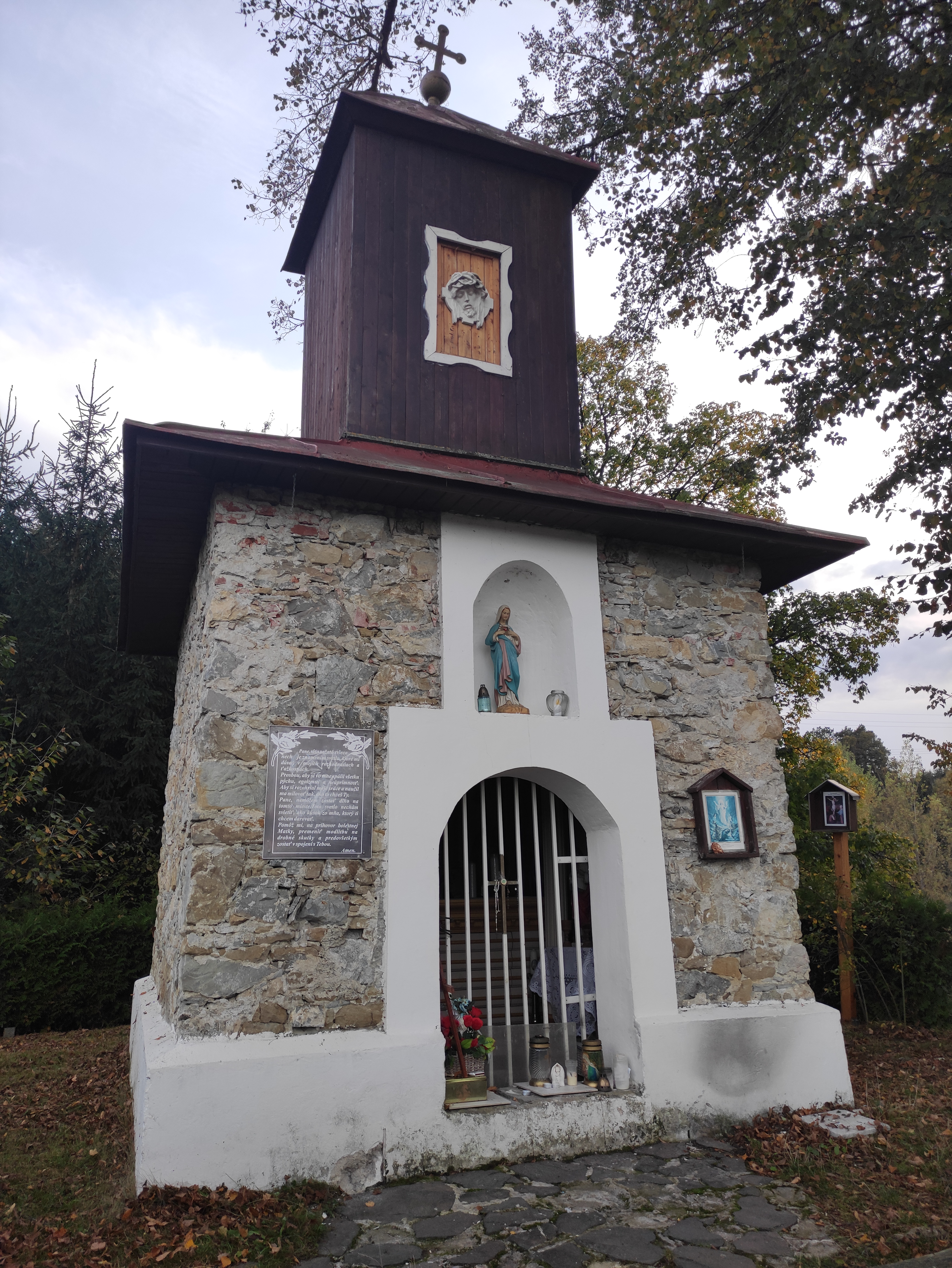